# Топонимия Калифорнии

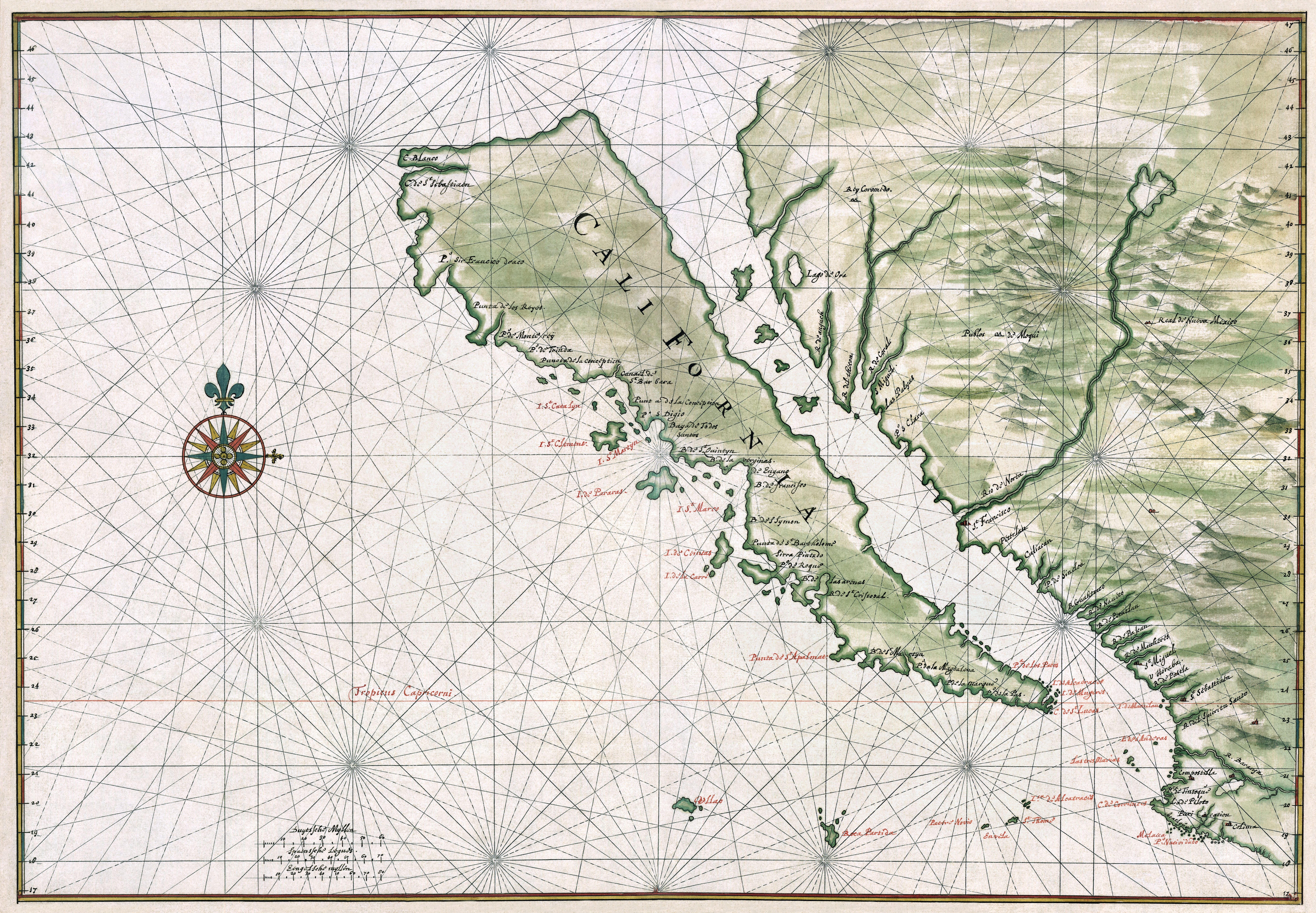
Карта «Острова Калифорния» (около 1650 года)

Топонимия Калифорнии — совокупность географических названий, включающая наименования природных и культурных объектов на территории американского штата Калифорния. Структура и состав топонимии штата обусловлены его географическим положением и богатой историей.

## Название Калифорнии
Этимология топонима точно не известна. Согласно наиболее распространённой версии, название появилось из-за одной из самых известных картографических ошибок в истории, связанной с мифическим островом Калифорния.
В 1533 году на юго-восточную оконечность полуострова высадились испанцы под командованием Фортуна Хименеса; предположительно, он и дал полуострову (принятому им за остров) название «Калифорния» (исп. California), заимствованное из популярного в то время рыцарского романа «Деяния Эспландиана» (исп. Las sergas de Esplandián) испанского автора Гарси Родригеса де Монтальво, известного своим предыдущим романом — «Амадис Гальский». В «Деяниях Эспландиана» на острове, называемом Калифорнией, живут чёрные женщины-воительницы, среди которых нет ни одного мужчины. Всё оружие воительниц сделано из золота — единственного металла, доступного на острове, причём в огромных количествах. По другой версии, полуостров в 1535 году открыл Э.Кортес, воодушевлённый романом Родригеса де Монтальво, и присвоил ему название «Санта-Крус» («Святой Крест»), но затем это название, как уже неоднократно использованное в Новом Свете, было заменено на «Калифорния». Во всяком случае, на карту Д. Кастильо 1541 года уже было нанесено название «Калифорния».
Существует также версия, согласно которой название происходит от лат. calida fornax («жаркая печь»), которым испанские колонисты характеризовали жаркий климат региона. В учебнике Диксона в разделе «Происхождение названий штатов» дан вариант: «Испанские исследователи, пришедшие в эти места, нашли климат столь жарким, что дали ему название „жар печей“ (исп. calor de forni)». Эту версию В. А. Никонов и другие топонимисты считают ненадёжной.

### Прозвища штата
Калифорния, как и все американские штаты, имеет ряд прозвищ. Наиболее известные из них — «штат Эльдорадо» (англ. El Dorado State), «Золотой штат» (англ. Golden State) (официальное прозвище), «Золотой Запад» (англ. Golden West), «земля молока и мёда» (англ. Land of Milk and Honey), «виноградный штат» (англ. The Grape State). Абсолютное большинство прозвищ, включая официальное, возникло в связи с так называемой «калифорнийской золотой лихорадкой» — массовой неорганизованной добычей золота в 1848—1855 годах. Тогда же возникло и прозвище жителей штата — «Gold Diggers», «Gold Hunters» — «золотоискатели», «охотники за золотом». Запасы золота в Калифорнии быстро иссякли, но прозвище сохранилось и в настоящее время имеет ярко выраженный рекламный характер. Наряду с упомянутыми, Калифорния имеет также прозвище «штат эврики» (англ. The Eureka State), поскольку древнегреческое слово «эврика» с 1849 года является девизом штата.

### на русском языке
- Беленькая В.Д. Очерки англоязычной топонимики. — М.: Высшая школа, 1977. — 227 с.
- Жучкевич В.А. Общая топонимика. Издание 2-е, исправленное и  дополненное. — Минск: Вышэйная школа, 1968. — 432 с.
- Леонович О.А. Топонимы США. — М.: Высшая школа, 2004. — 247 с. — ISBN 5 -06-004969-8.
- Никонов В.А. Краткий топонимический словарь / ред. Е.И.Белёв. — М.: Мысль, 1966. — 509 с. — 32 000 экз.
- Поспелов Е. М. Географические названия мира. Топонимический словарь / отв. ред. Р. А. Агеева. — 2-е изд., стереотип. — М.: Русские словари, Астрель, АСТ, 2002. — 512 с. — 3000 экз. — ISBN 5-17-001389-2.
- Словарь географических названий зарубежных стран / А. М. Комков. — М.: Недра, 1986. — 459 с.
- Томахин Г. Д. Америка через американизмы. — М.: Высшая школа, 1982. — 256 с.

### на английском языке
- Davidson, John. The origin and the meaning of the name California (англ.). — San Francisco: Geographical Society of the Pacific, 1910.
- Chapman, Charles E. A history of California: the Spanish period (англ.). — Macmillan[англ.]* (2004 ed.), 1921.
- de Montalvo, Garci Rodríguez. Las sergas de Esplandián (The labors of the very brave Knight Esplandián) (англ.) / William Thomas Little (translator). — Binghamton, New York: Center for Medieval and Early Renaissance Studies, State University of New York at Binghamton, 1992. — Vol. 92. — (Medieval & Renaissance Texts & Studies). — ISBN 0866981063.
- Hale, Edward Everett (March 1864), The Queen of California, The Atlantic Monthly, vol. 13, no. 77, pp. 265–279
- Polk, Dora Beale. The Island of California: A History of the Myth (англ.). — Lincoln, Nebraska: University of Nebraska Press[англ.], 1995. — ISBN 0803287410.
- Putnam, Ruth. California: the name (неопр.) / Herbert Ingram Priestley. — Berkeley: University of California, 1917.